# Милица Новковић
а
Милица Новковић (Корлаће, код Рашке, 1953) српски је драмски писац.

## Биографија
Гимназију је завршила у Рашки, и дипломирала драматургију на Факултету драмских уметности у Београду, у класи професора Слободана Селенића. Постдипломске студије драматургије завршила је, потом, у Њујорку. Била је драматург у Позоришту „Душко Радовић“ у Београду.
У свет театра појавила се 1975. године с драмом „Камен за под главу“ која јој је у старту донела велика признања и сврстала је у ред водећих српких драмских писаца. Потом следе драме: „Брисани пут“, „Кокошка Енчи прелеће Атлантик“ (1983), „Звезда на челу народа“ (1989), „Наш Никола Тесла“ (1994), "Зовите анђеле".

## Књиге драма
- Камен за под главу, Стеријино позорје, Нови Сад, 1978,  11821319
- Брисани пут, Југословенско драмско позориште, Београд, 1980,  513635746
- Зовите анђеле и друге драме, Рашка. 1998.  978-86-82497-13-4.  155542535
- Камен за под главу и друге драме, Рашка школа, Београд 1998,  147563271

## ТВ драме
- Ујед, 1979,
- Тегла пуна ваздуха, 2007,

## Остале књиге
- Мало позориште „Душко Радовић“ Београд 1949 – 1989 ( с групом аутора), Београд, 1989.

## Награде
- Стеријина награда за текст савремене драме, за драму Камен за под главу, 1978.